# 美西艾
美西艾，即過去臺灣汽車客運公司使用MCI（Motor Coach Industries）車廠製造車輛時的官方譯名，是橫跨美加製造大型客運車輛及巴士的廠商。現由加拿大紐快爾車業（New Flyer Industries）經MCII Holdings, Inc.控股運作。

## 沿革
- 1933年，Fort Garry Motor Body and Paint Works Limited在加拿大曼尼托巴省温尼伯成立，生產大型客運車輛。
- 1941年，更名Motor Coach Industries Limited。
- 1948年，加拿大灰狗巴士取得65%股份成為MCI最大股東。
- 1958年，灰狗巴士取得MCI全部股份。
- 1962年，在美國北達科他州彭比納成立Motor Coach Industries, Inc.，隔年量產進軍美國市場。
- 1987年，收購通用汽車巴士部門；於伊利诺伊州德斯普蘭斯購置配送中心，成為新總部所在地。
- 1993年，成立MCII Holdings, Inc.，下設Motor Coach Industries International Inc.統籌各公司業務。
- 1994年，MCI集團被墨西哥同業DINA S.A.收購[2][3]。
- 2008年，MCI集團經營不善欠下大筆債務，申請破產保護。[4]
- 2009年，MCI集團進入重整[5]；翌年被私募基金KPS Capital Partners, LP收購[6]。
- 2012年，與戴姆勒合作引進銷售德系大客車Setra。
- 2015年，MCI集團售予紐快爾車業[7]，形成NFI集團。

## 組織架構
- New Flyer Industries, Inc.（NFI，加拿大曼尼托巴省温尼伯）
  - MCII Holdings, Inc.（美國伊利諾州紹姆堡→德斯普蘭斯）
    - Motor Coach Industries International Inc.（MCII，美國伊利諾州德斯普蘭斯） 
      - Motor Coach Industries, Ltd.（加拿大曼尼托巴省温尼伯車廠）
      - Motor Coach Industries, Inc.（美國北達科他州彭比納車廠）
      - MCI Sales and Service, Inc.（美國伊利諾州德斯普蘭斯）
      - MCI Service Parts（美國肯塔基州路易維爾）
      - MCI Financial Services（美國德州達拉斯）

## 現行車種

### 產銷

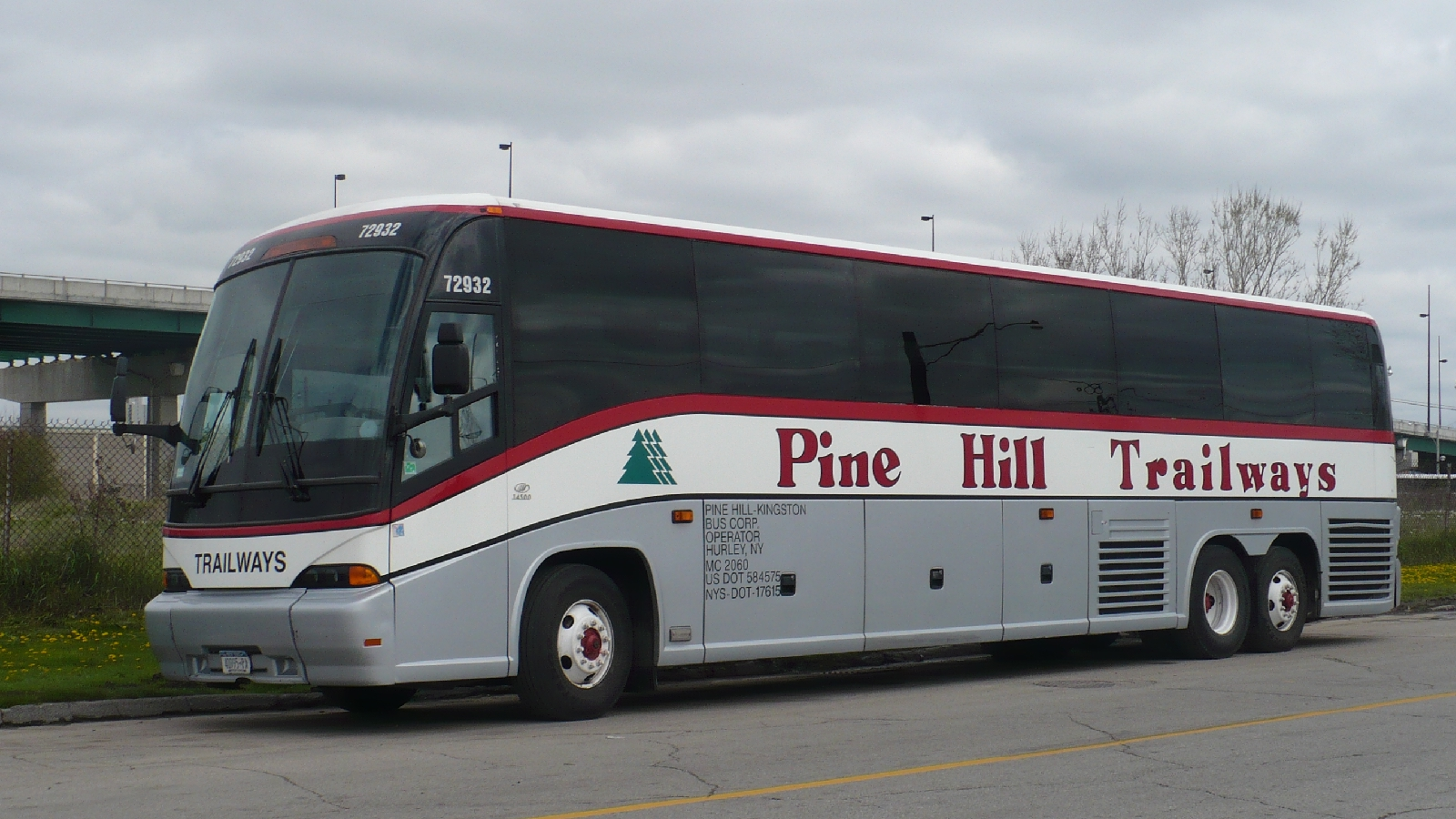
J4500

- D系列（D開頭型號）

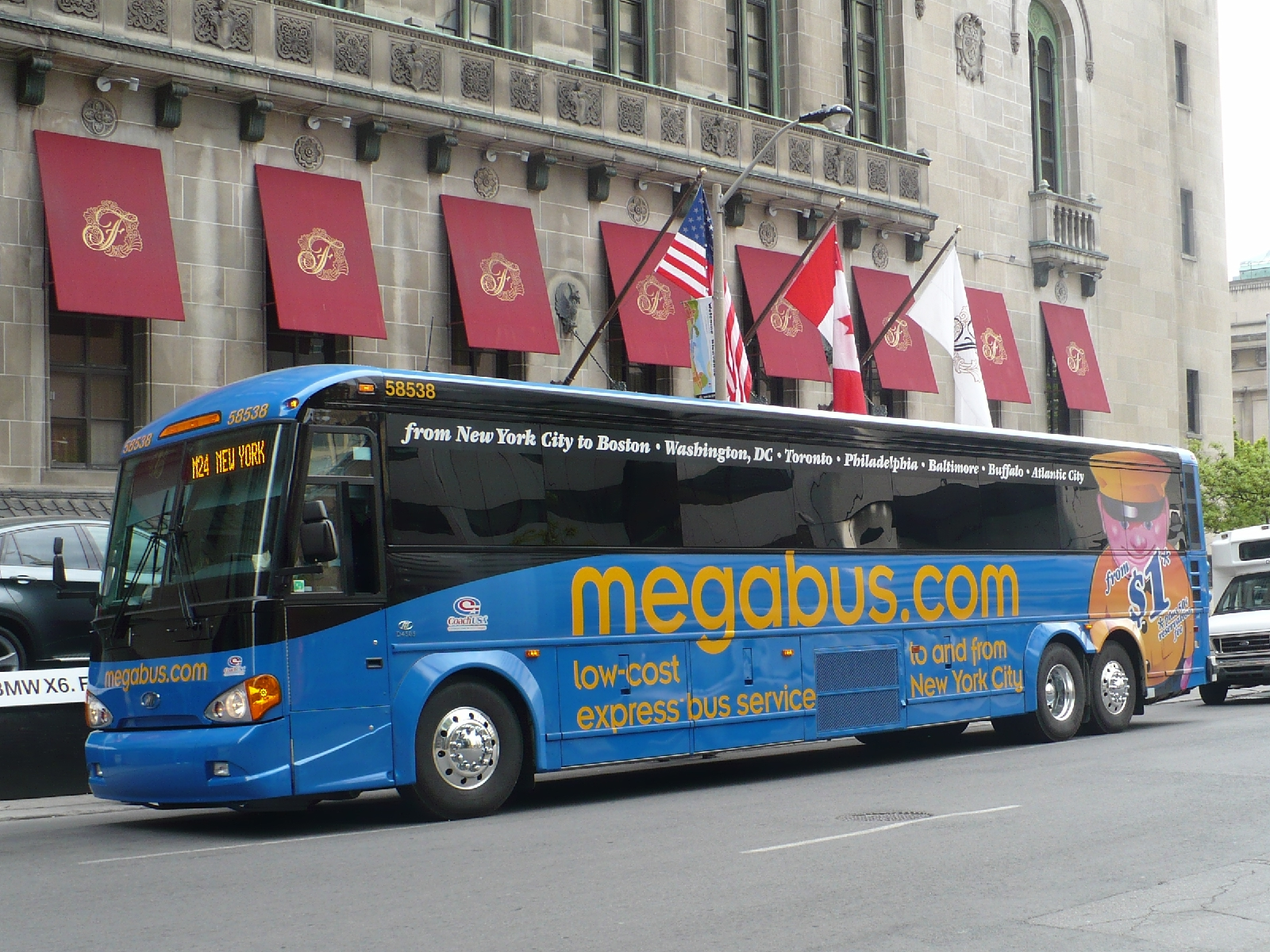
D4505
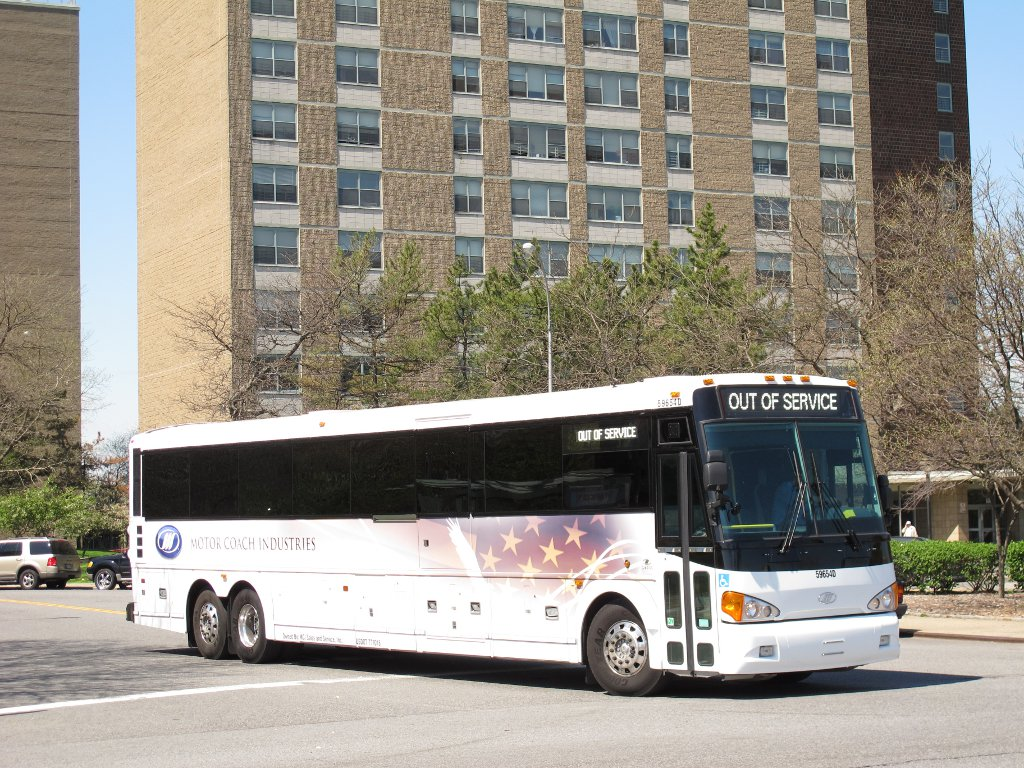
D4500CT

- J系列（J開頭型號）

- J4500

### 銷售
- Setra S系列（戴姆勒德製品牌）

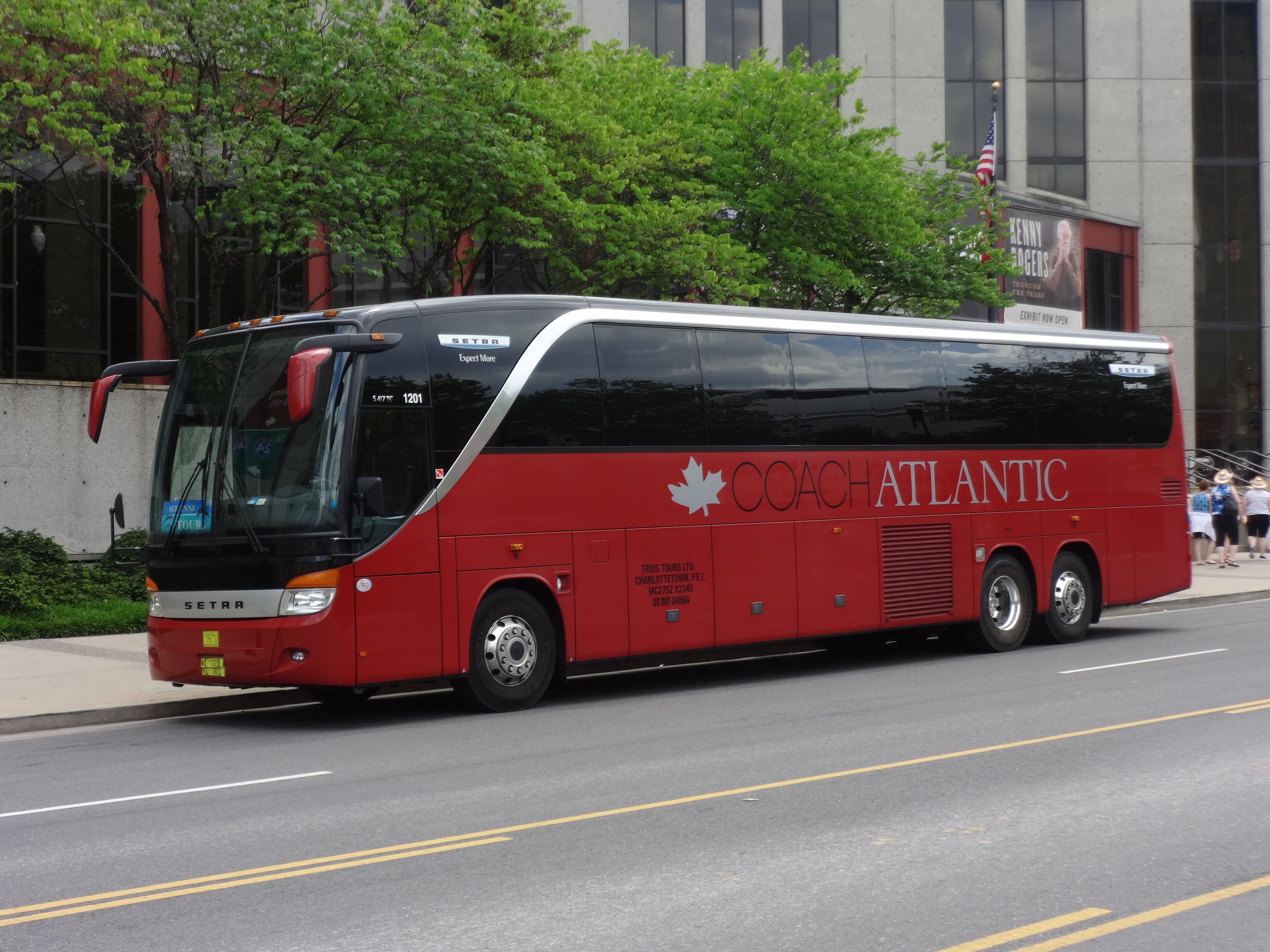
Setra S 417 TC

## 外部連結
- 官方网站